# شهرستان اسکیرنیه‌ویتسه
شهرستان  اسکیرنیه‌ویتسه (به لاتین: Skierniewice County) یک شهرستان در لهستان است که در استان ووتسکی واقع شده‌است.

## خصوصیات
شهرستان  اسکیرنیه‌ویتسه ۷۵۶٫۱۲ کیلومترمربع مساحت و ۳۷٬۷۷۹ نفر جمعیت دارد.